# 411年
| 千纪： | 1千纪 |
| 世纪： | 4世纪 \| 5世纪 \| 6世纪 |
| 年代： | 380年代 \| 390年代 \| 400年代 \| 410年代 \| 420年代 \| 430年代 \| 440年代                                                                                          |
| 年份： | 406年 \| 407年 \| 408年 \| 409年 \| 410年 \| 411年 \| 412年 \| 413年 \| 414年 \| 415年 \| 416年                                                                    |
| 纪年： | 辛亥年（猪年）；东晋义熙七年；后秦弘始十三年；北魏永兴三年；北凉永安十一年；西涼建初七年；北燕太平三年；夏龍昇五年；南凉嘉平四年；西秦更始三年；高句丽永乐二十一年 |

## 大事记
- 夏王赫連勃勃攻安定，在青石以北平原擊破楊佛嵩，又攻下東鄉。
- 勃艮第人越過萊茵河並在德國的Worms建立了自己的王國，直到523年為法蘭克人所滅。
- 盧循與晉軍在左里、大雷等地決戰失利，退守廣州，徐道覆亦敗歸始興。及後劉藩將孟懷玉攻下始興，斬殺徐道覆；盧循攻番禺不下，轉往交州，為交州刺史杜慧度所敗，投水自殺，「孫恩卢循之亂」始平。

## 逝世
- 徐道覆，東晉末年人物，曾參與孫恩盧循之亂，並為領導者盧循的姐夫。
- 盧循，西晋司空從事中郎盧諶的曾孫。東晉末年孫恩死後統孫恩餘眾繼續反抗晉廷，世稱「孫恩卢循之亂」。